# Calvisii
La gens Calvisia était une ancienne famille romaine, qui a pris de l'importance au cours des dernières décennies de la République et est devenue influente à l'époque impériale. Le premier des gens à obtenir le consulat fut Gaius Calvisius Sabinus en -39,.

## Origine
Le nomen Calvisius est probablement basé sur l'adjectif latin calvus, signifiant « chauve ». Calvus et son diminutif Calvinus étaient des noms de famille romains courants. En ce qui concerne leur lieu d'origine, Ronald Syme commence une étude des preuves en déclarant : « Calvisii pourrait provenir de n'importe quelle région d'Italie, à l'exception du vieux Latium ». Il énumère un nom de lieu, « villa Calvisia » dans le sud de l'Étrurie, parmi les propriétés d'un consul hadrianique ; deux Calvisii attestés à Puteoli, et quinze cités dans des sources de Transpadane Italie, mais conclut « [pourtant] et ils ne mènent nulle part » ; les preuves sont malheureusement peu concluantes. Cependant, pour une branche de la gens, les Calvisii Rusones, Syme suggère que leurs origines se trouvent dans la Gallia Narbonensis. Un autre indice réside dans le nom de famille Sabinus, porté par la seule famille distincte des premiers Calvisii, qui peut indiquer une origine Sabine.

## Praenomen
Les principales lignées des Calvisii utilisaient les praenomina Gaius et Publius, qui figuraient tous deux parmi les noms romains les plus courants.

## Branches et cognomen
La plupart des Calvisii apparaissant dans l'histoire appartiennent à l'une des deux familles distinctes, portant les noms de famille Sabinus et Ruso . Sabinus, appartenant au plus ancien des deux, indiquait généralement une ascendance Sabine, bien que comme adjectif, il puisse également suggérer que le porteur original ressemblait à un Sabine, que ce soit dans son apparence ou dans ses manières. Les Calvisii Sabini ont prospéré depuis la fin de la République jusqu'à l'époque de l'empereur Claude, lorsque le nom de famille est remplacé par celui de Ruso. Ce dernier nom de famille pourrait être formé de rus, le pays, ou de russus, vermeil ou roux ; cette dernière dérivation est suggérée par le fait que deux Calvisii ultérieurs, dont la relation avec les autres n'est pas claire, portaient le nom de famille Rufus, qui faisait généralement référence à une personne aux cheveux roux.

## Membres

### Calvisii Sabini
- Caius Calvisius, (v.-90 - ?);
  - Caius Calvisius Sabinus, (v.-70 - ap.-28), préteur en -44, consul en -39, proconsul d'Hispanie en -29[7],[8],[9],[10],[11],[12].
    - Caius Calvisius Sabinus, (v.-40 - ap.-4), consul en -4[13],[14].
      - Caius Calvisius Sabinus, (v.-10 - 39), consul en 26. proconsul de Pannonie [15],[16]
        - Publius Calvisius Sabinus Pomponius Secundus, (v.10 - ap.54), consul suffect en 44, fils adoptif de Calvisius Sabinus[17],[18],[19],[20],[21].

      - Calvisia Flaccilla, (v.-5 - ?), épouse de Marcus Claudius Marcellus Aeserninus [22]

### Calvisii Ruso
- Publius Calvisius Ruso, (v.10 - ap.53), consul suffect en 53[23],[24],[2];
  - Publius Calvisius Ruso, (v.45 - ap.79), consul suffect en 79, des calendes de mars aux calendes de septembre[25],[26],[2].
  - Publius Calvisius Ruso Julius Frontinus, (v.50 - ap.107), consul suffect vers 84[2].
    - Publius Calvisius Tullus Ruso, (v.75 - ap.120), consul en 109[23],[27].
      - (Calvisia) Domitia Lucilla, (v.100 - ?), épouse de Marcus Annius Verus[28].

### Autres
- Gaius Calvisius Rufus, un ami proche de Pline le Jeune[29].
- Publius Calvisius Philotas, a publié une épitaphe honorant son frère Servius Cornelius Julianus[30].
- Calvisia, épouse de Servius Cornelius Julianus, toutes deux mentionnées sur une inscription remerciant Flavia Domitilla de la dynastie Flavienne[30].
- Gaius Calvisius Statianus, préfet de l'Égypte romaine de 170 à 176 apr. J.-C.
- Calvisius Rufus, gouverneur de la Bretagne inférieure sous le règne de Sévère Alexandre, entre 222 et 235 apr. J.-C.[31].
- Calvisius Sabinus, fils d'un affranchi, dont la richesse et la prétention lui valurent le mépris du jeune Sénèque[32].

## Voir également
- Liste des gens romaines